# ブカヨ・サカ
ブカヨ・アヨインカ・テミダヨ・サカ（Bukayo Ayoyinka Temidayo Saka, 2001年9月5日 - ）は、イングランド・ロンドン・イーリング区出身のサッカー選手。プレミアリーグ・アーセナルFC所属。イングランド代表。ポジションはFW。

## クラブ経歴
イギリスのロンドン・イーリング区グリーンフォードで生まれ、アーセナルアカデミーでキャリアをスタートさせた。2018年9月、アーセナルとプロ契約を締結した。2018年11月29日、ヨーロッパリーグのヴォルスクラ・ポルタヴァ戦でトップチームデビューを果たした。12月13日、ヨーロッパリーグのカラバフ戦でトップチームでは自身初の先発フル出場をした。2019年1月1日、フラム戦でプレミアリーグデビューを果たした。
2019年9月19日、ヨーロッパリーグのアイントラハト・フランクフルト戦でトップチームでの初ゴールを決めた。この試合でフル出場し1ゴール2アシストとアーセナルの3ゴール全てに絡む活躍をした。2019年10月21日、シェフィールド・ユナイテッド戦でプレミアリーグ初フル出場を果たした。2019-20シーズンのPFA年間最優秀若手選手賞の6人の候補の中にも選出された。
2020年7月1日、アーセナルとの長期の新契約を締結したことが発表された。同年7月4日、プレミアリーグのウルヴァーハンプトン・ワンダラーズ戦でボレーシュートを叩き込みプレミアリーグでの初ゴールを決めた。
2020-21シーズンは、左サイドバック、トップ下、両サイドハーフと様々なポジションで起用されたが上手く適応し主力として活躍。公式戦7ゴール7アシストを記録した。その活躍からプレミアリーグ年間最優秀若手選手賞の8人の候補の中に選出された。また、昨季に続いて2020-21シーズンのPFA年間最優秀若手選手賞の6人の候補の中にも選出された。さらに、毎年サポーターの投票で選ぶ20-21シーズンのアーセナルのシーズン最優秀選手に51％の票を獲得し選出された。21歳以下の最優秀選手を選ぶ2021年度のコパ・トロフィーの候補10人の中にノミネートされた。
2022年3月19日、アストン・ヴィラ戦でアーセナルのプレミアリーグ通算2000得点目を決めた。2021-22シーズンは、リーグ戦11ゴール7アシストで得点とアシスト双方ともにチームトップの大活躍をした（アシストはラカゼットと最多タイ）。その活躍から2シーズン連続でのプレミアリーグ年間最優秀若手選手賞の8人の候補の中に選出された。さらに、プレミアリーグ年間最優秀選手賞の8人の候補の中にも選出された。昨季に引き続き58％の票を獲得しアーセナルの2021-22シーズン最優秀選手に選出された。アーセナルのシーズン最優秀選手を連続受賞したのはリアム・ブレイディ、イアン・ライト、ティエリ・アンリ以来の4人目となる。昨年度に続いて2年連続で21歳以下の最優秀選手を選ぶ2022年度のコパ・トロフィーの候補10人の中にノミネートされた。3年連続となる2021-22シーズンのPFA年間最優秀若手選手賞の6人の候補の中にも選出された。2021-22シーズンのイングランド男子年間最優秀選手賞を受賞した。2003年に同賞が創設されて以来アーセナル選手の受賞は初めてとなる。
2022年8月20日、プレミアリーグのボーンマス戦で先発出場しプレミアリーグ100試合出場を達成。20歳349日での達成はアーセナル選手の中ではセスク・ファブレガスに次いで2番目の若さである。また、全チーム通じてもジョー・コールと同率で10番目の若さである。2023年3月13日、ロンドン・フットボール・アワードの2022-23シーズンの年間最優秀若手選手賞を受賞した。プレミア第7節延期分エヴァートン戦で1ゴール1アシスト、プレミア第28節クリスタル・パレス戦で2ゴール1アシストと3月のリーグ戦4試合全てに出場して3ゴール2アシストを記録しチームの3月全勝に貢献した。これにより自身初受賞となる3月のプレミアリーグ月間最優秀選手を獲得した。同年5月23日、アーセナルと長期の契約延長したことが公式発表された。
2023年8月26日、2023-24シーズン第3節のフラム戦でプレミアリーグ83試合連続出場となり、ポール・マーソンが持っていた82試合連続出場を更新し、アーセナルにおける新記録を樹立した。同年8月29日に開催されたPFAアワードにて、2023年のPFA年間最優秀若手選手賞に4年連続の候補入りをし、ついに同賞を初受賞した。さらに、2022-23シーズンPFA年間ベストイレブンにもチームメイトのアーロン・ラムズデール、ウィリアン・サリバ、マルティン・ウーデゴールと共に選出された。同年9月5日、2年連続受賞となる2023年のイングランド男子年間最優秀選手賞を受賞した。
2024年12月21日、PL第17節クリスタル・パレス戦で右足のハムストリングを負傷し実戦復帰するまで3ヶ月以上を要する大怪我となった。2025年4月1日のPL第30節フラム戦で途中出場し実戦復帰すると復帰戦でいきなりヘディングで得点を決めた。

## 代表経歴
イングランド生まれだが両親はナイジェリア出身である。2019年12月時点ではイングランド代表とナイジェリア代表のどちらを選択するかまだ決めていないと語った。ユースチームは、イングランド代表の各カテゴリーでプレーしている。2018年5月、開催国として2018年のUEFA U-17欧州選手権に出場するU-17イングランド代表に招集された。2020年10月1日、19歳にしてイングランドA代表に初招集された。同年10月8日、親善試合のウェールズ代表戦でイングランドA代表デビュー。
2021年6月1日、EURO 2020のイングランド代表メンバーに招集された。同年6月2日、親善試合のオーストリア代表戦でイングランドA代表初ゴールを決め試合を勝利に導いた。本大会では第3戦のチェコ戦で先発起用されると、MOMに選出される活躍で決勝トーナメント進出に貢献。準決勝デンマーク戦ではクロスで相手のオウンゴールを誘い、イングランド初のユーロ決勝進出に貢献した。決勝では後半途中出場、PK戦では5人目のキッカーとして登場したが、前者のマーカス・ラッシュフォード、ジェイドン・サンチョに続きシュートを防がれてしまい、準優勝に終わった。その後、PKを外した3人の若手選手が黒人系であったこともありSNSで人種差別を含む誹謗中傷が相次ぎ世界的に大問題となった。これには所属クラブのアーセナル公式サイトや監督ミケル・アルテタ、FA、UEFAなど数々のサッカー関係者や協会さらにはウィリアム王子やジョンソン首相などの要人など多くの人物が誹謗中傷を非難し3人を支援するコメントを発表した。また、PKを外した3人は19歳から23歳と全員若手であり、特に最後の5人目を任されたのは19歳のサカであったが自国会場で大勢の自国サポーターが見守る中ビッグタイトルがかかった特大のプレッシャーかかる場面でベテランではなく若手に任せた監督ガレス・サウスゲートのPKキッカー選考に疑問を呈する声が、ロイ・キーンやジョゼ・モウリーニョ、マイケル・オーウェンなどサッカー関係者から相次ぎ賛否両論が巻き起こった。
2022年3月24日、3月の代表戦に招集されていたが新型コロナ陽性が判明しイングランド代表から離脱した。
2022年11月10日、2022 FIFAワールドカップのイングランド代表メンバーに選出された。本大会では、グループステージ第3戦以外の4試合でスタメン出場を果たし主力として活躍した。グループステージ初戦のイラン戦ではコーナーキックに合わせてハリー・マグワイアがヘディングで落としたパスをボレーシュートで叩き込みチームの2点目を決めた。さらに、右サイドからドリブルでゴール前に入ってきながら相手選手4人とキーパーがいる中で冷静に空いてるコースにシュートを流し込んでチームの4点目も決めた。2ゴールを決めて6-2の大勝に貢献したため公式のマン・オブ・ザ・マッチに選ばれた。決勝トーナメント・ベスト16のセネガル戦では左サイドからのフィル・フォーデンのクロスをゴール前でダイレクトで合わせてチームの3点目を決めた。ベスト8のフランス代表戦ではチームは敗れたものの相手PA内でドリブルを仕掛けオーレリアン・チュアメニに倒されてPKを獲得しチームの同点弾に貢献した。結果的にラッシュフォードと並びチーム内最多得点タイの3ゴールを奪いさらに1PKを獲得とチームのベスト8進出に貢献をした。
2024年6月6日、EURO 2024のイングランド代表メンバーに招集された。準々決勝、スイスとの対戦で1-1の同点に追いつくゴールを挙げ、その後PK戦の末に勝利した。

## エピソード
- アメリカのニュース雑誌タイムの2022年10/24・10/31号にて次世代のリーダーとして特集され表紙を飾った[52]。
- 「ブカヨ」はナイジェリア人の祖母が付けた名前で、ヨルバ語で「神が人生に喜びを加えてくれる」という意味を持っている[53]。
- その成績と将来性から、リース・ネルソンと共に「ヘイルエンドの最高傑作」と呼ばれている。[54]

## 個人成績

### クラブ
2023-24シーズン終了時点
| クラブ       | シーズン     | リーグ         | リーグ戦 | リーグ戦 | カップ戦 | カップ戦 | リーグ杯 | リーグ杯 | 国際大会 | 国際大会 | その他 | その他 | 合計 | 合計 |
| クラブ       | シーズン     | リーグ         | 出場     | 得点     | 出場     | 得点     | 出場     | 得点     | 出場     | 得点     | 出場   | 得点   | 出場 | 得点 |
| ------------ | ------------ | -------------- | -------- | -------- | -------- | -------- | -------- | -------- | -------- | -------- | ------ | ------ | ---- | ---- |
| アーセナル   | 2018-19      | プレミアリーグ | 1        | 0        | 1        | 0        | 0        | 0        | 2        | 0        | 0      | 0      | 4    | 0    |
| アーセナル   | 2019-20      | プレミアリーグ | 26       | 1        | 4        | 1        | 2        | 0        | 6        | 2        | 0      | 0      | 38   | 4    |
| アーセナル   | 2020-21      | プレミアリーグ | 32       | 5        | 2        | 0        | 2        | 0        | 9        | 2        | 1      | 0      | 46   | 7    |
| アーセナル   | 2021-22      | プレミアリーグ | 38       | 11       | 1        | 0        | 4        | 1        | 0        | 0        | 0      | 0      | 43   | 12   |
| アーセナル   | 2022-23      | プレミアリーグ | 38       | 14       | 2        | 0        | 0        | 0        | 8        | 1        | 0      | 0      | 48   | 15   |
| アーセナル   | 2023-24      | プレミアリーグ | 35       | 16       | 1        | 0        | 1        | 0        | 9        | 4        | 1      | 0      | 47   | 20   |
| アーセナル   | 通算         | 通算           | 170      | 47       | 11       | 1        | 9        | 1        | 34       | 9        | 2      | 0      | 226  | 58   |
| キャリア通算 | キャリア通算 | キャリア通算   | 170      | 47       | 11       | 1        | 9        | 1        | 34       | 9        | 2      | 0      | 226  | 58   |

### 代表
- 国際Aマッチ 32試合 11得点（2020年 - ）[55]

2023年12月27日現在
| イングランド代表 | 国際Aマッチ | 国際Aマッチ |
| 年               | 出場        | 得点        |
| ---------------- | ----------- | ----------- |
| 2020             | 4           | 0           |
| 2021             | 10          | 4           |
| 2022             | 10          | 3           |
| 2023             | 8           | 4           |
| 2024             |             |             |
| 通算             | 32          | 11          |

#### 出場大会
- U-17イングランド代表
  - 2018年 - UEFA U-17欧州選手権（3位）
- イングランド代表
  - 2021年 - UEFA EURO 2020（準優勝）
  - 2022年 - 2022 FIFAワールドカップ （ベスト8）

### 代表での得点
| #   | 日付           | 場所                                         | 対戦相手     | スコア | 結果 | 試合                    |
| --- | -------------- | -------------------------------------------- | ------------ | ------ | ---- | ----------------------- |
| 1.  | 2021年6月2日   | ミドルズブラ、リヴァーサイド・スタジアム     | オーストリア | 1–0    | 1–0  | 親善試合                |
| 2.  | 2021年9月6日   | ロンドン、ウェンブリー・スタジアム           | アンドラ     | 4–0    | 4–0  | カタールW杯・予選       |
| 3.  | 2021年10月9日  | アンドラ・ラ・ベリャ、エスタディ・ナシオナル | アンドラ     | 2–0    | 5–0  | カタールW杯・予選       |
| 4.  | 2021年11月17日 | セラヴァッレ、サンマリノ・スタジアム         | サンマリノ   | 10–0   | 10–0 | カタールW杯・予選       |
| 5.  | 2022年11月21日 | ライヤーン、ハリーファ国際スタジアム         | イラン       | 2–0    | 6–2  | カタールW杯・GS         |
| 6.  | 2022年11月21日 | ライヤーン、ハリーファ国際スタジアム         | イラン       | 4–0    | 6–2  | カタールW杯・GS         |
| 7.  | 2022年12月4日  | アル＝ハウル、アル・バイト・スタジアム       | セネガル     | 3–0    | 3–0  | カタールW杯・ラウンド16 |
| 8.  | 2023年3月26日  | ロンドン、ウェンブリー・スタジアム           | ウクライナ   | 2–0    | 2–0  | UEFA EURO 2024予選      |
| 9.  | 2023年6月19日  | マンチェスター、オールド・トラッフォード     | 北マケドニア | 2–0    | 7–0  | UEFA EURO 2024予選      |
| 10. | 2023年6月19日  | マンチェスター、オールド・トラッフォード     | 北マケドニア | 4–0    | 7–0  | UEFA EURO 2024予選      |
| 11. | 2023年6月19日  | マンチェスター、オールド・トラッフォード     | 北マケドニア | 5–0    | 7–0  | UEFA EURO 2024予選      |

## タイトル

### クラブ
アーセナル
- FAカップ: 2019-20
- FAコミュニティ・シールド: 2回(2020, 2023)

### 個人
- イングランド男子年間最優秀選手賞: 2回（2021-22[56]、2023）
- ロンドン・フットボール・アワード 年間最優秀若手選手賞: 2022-23
- プレミアリーグ月間最優秀選手: 2023年3月
- PFA年間最優秀若手選手賞: 2022-23
- PFA年間ベストイレブン: 2022-23